# Ngozi Ebere
Ngozi Ebere (nació el 5 de agosto de 1991) es una futbolista nigeriana que juega como defensora del equipo noruego Arna-Bjørnar e internacionalmente para el equipo nacional de fútbol femenino de Nigeria. donde ganó el doble nacional nigeriano en 2014. Además, en el equipo nacional femenino de Nigeria ganó el Campeonato Africano Femenino 2014.

## Carrera
En 2014, Ngozi Ebere formó parte del equipo nacional nigeriano Rivers Angels que ganó el doblete de la Liga de Fútbol Femenino de Nigeria y la Copa de la Federación de Nigeria. Durante el transcurso de la temporada, Ebere anotó siete goles, incluido el tercer y último gol en el partido final de la temporada, que finalizó con la victoria 3-1 sobre Sunshine Queens.
Ebere fichado por el equipo francés Paris Saint-Germain en septiembre de 2015 con un contrato de dos años. En ese momento, ella dijo: "Estoy aquí para dar lo mejor de mí y para ganar trofeos, estoy muy motivada por este nuevo desafío que me espera en París. Es un sueño hecho realidad." Debutó en un partido de Féminine de la División 1 contra el Olympique Lyonnais el 27 de septiembre de 2015. Dos meses después, fue incluida en la lista de las cinco personas para la Futbolista Africana del Año ; ella sugirió que esta nominación vino como resultado de sus actuaciones recientes. Durante el transcurso de su primera temporada, jugó en ocho partidos; seis en la División 1 Féminine y dos en la Coupe de France Féminine.
En las temporadas 2017-19 jugó en Chipre en el Barcelona FA, antes de pasar al club noruego Arna-Bjørnar. 

### Internacional
Formó parte de los equipos del equipo nacional de fútbol femenino de Nigeria en el Campeonato Africano de Mujeres en 2012 y el equipo ganador de 2014. También estuvo en el equipo en la Copa Mundial Femenina de la FIFA 2015.

## Honores

### Club
Rivers Angels
- Liga de fútbol femenino de Nigeria (1): 2014
- Copa de la Federación de Nigeria (1): 2014

Nigeria
- Campeonato Africano Femenino (2): 2014, 2016